# Antony Darnborough
Antony Charles Darnborough (* 6. Oktober 1913 in Weybridge, Grafschaft Surrey, Großbritannien; † 24. September 2000 in London) war ein britischer Filmproduzent und gelegentlicher Filmregisseur der 1940er und 1950er Jahre.

## Leben und Wirken
Darnborough hatte das Beaumont College in Old Windsor besucht und begann seine berufliche Laufbahn 1932 als Reporter bei der Daily Mail. Seine Fachgebiete dort waren Theater und Film. 1944 kam er zum Film und war zwischen 1945 und 1947 als Produktionsassistent von Sydney, Muriel und Betty Box an der Herstellung von Der letzte Schleier, Die Jahre dazwischen, Daybreak, Der perfekte Mörder, Abgründe und Kampf um Jimmy beteiligt.
Zum Ende des Jahres 1947 begann Antony Darnborough seine Produktionstätigkeit für Gainsborough Pictures. Er stellte Dramen und Melodramen, Kriminalfilme und Komödien her. Seine größten Erfolge erlangte Darnborough in den Jahren 1948 bis 1951 mit drei von der Kritik überwiegend gepriesenen Adaptionen von Kurzgeschichten aus der Feder Somerset Maughams: Quartett, So ist das Leben und Dacapo. Bereits 1956 endete seine Tätigkeit für den Kinofilm, und Antony Darnborough produzierte nur noch Fernsehfilme und Dokumentationen.

## Filmografie (komplett)
als Produzent von Kinospielfilmen, wenn nicht anders angegeben
- 1947: Entscheidung in Ascot (The Calendar)
- 1947: Der Mann ohne Gewissen (My Brother’s Keeper)
- 1948: Quartett (Quartet)
- 1948: Portrait From Life
- 1948: Wenn Frauen träumen (Once Upon a Dream)
- 1949: Helter Skelter
- 1949: Boys in Brown
- 1949: The Astonished Heart (auch Co-Regie)
- 1949: Traveller’s Joy
- 1950: Paris um Mitternacht (So Long at the Fair) (nur Co-Regie)
- 1950: So ist das Leben (Trio)
- 1951: Lebensgefährlich (Highly Dangerous)
- 1951: Dakapo (Encore)
- 1952: The Net
- 1953: Gefahr für Barbara (Personal Affair)
- 1955: Nach Paris der Liebe wegen (To Paris with Love)
- 1956: Das Baby auf dem Schlachtschiff (The Baby and the Battleship)